# 縱深作戰
縱深作戰（英語：Deep battle），指的是陸戰上一種以攻擊為主要目標的戰術。其主要理論是對前線及後方的敵方部隊的全部陣地發動同時且連續的攻擊，以突破敵方防禦為目標，之後才是包圍殲滅敵軍。此一戰術需要大量的戰力，以足夠的縱長對前線敵方部隊進行全方面的進攻，同時火炮與轟炸機對後方的敵方部隊展開轟炸，另外在可能的情況下，空降部隊則空投至後方要道處來切斷敵方退路。蘇聯的圖哈切夫斯基元帥便是縱深戰術（另譯：縱深戰略）得以理論化的重要人物。

## 歷史
1920年至1930年間，蘇聯紅軍的理論學家提出了縱深作戰的概念。這是一個直接於廣泛經驗後得到的結論，經驗就是於俄國內戰與波蘇戰爭時期騎兵陣形廣闊連綿的移動。

## 內容

### 範圍
縱深作戰包含了複合的軍或是軍團於調動時同時排列陣形，其理論並不是要憑單次作戰而求得勝利，而是藉著複合作戰，指揮著平行同方向且連續的行動，以大規模的滲透至後方求取勝利。如此，縱深作戰與我們平常熟知的從弱點突破並形成包圍的閃擊戰大異其趣。

### 目標
縱深作戰之目標是為同時攻擊敵人，並貫穿其地面武力之厚度，而引起敵人防禦系統災難式的失敗。高度流動的結構則是作戰之利器，藉此闖入縱深敵後，並削弱消滅敵人重建防禦的能力。作戰將兵力大致分為兩個梯隊，第一梯次編隊扮演著縱深作戰的第一層，其部隊緊密的沿著前線面對敵人配置。當行動開始，第一梯次編隊必需與敵人形成緊密的接觸，則第二梯次編隊則是扮演支援的角色。

### 科技角色

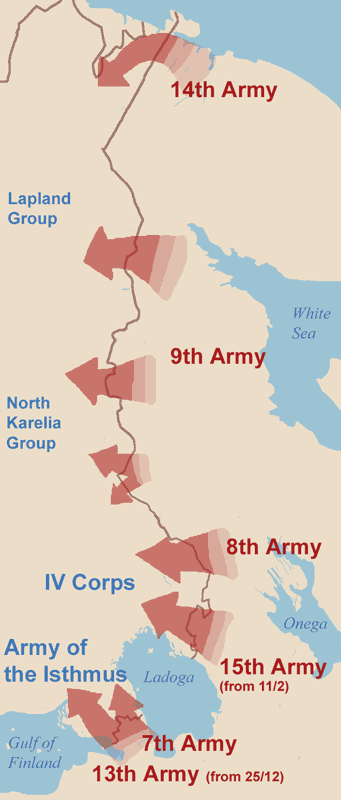
冬季战争苏联红军进攻和芬兰军队防守态势图，圖中可見採用了全線同時進攻的縱深作戰思維

蘇聯縱深作戰理論仰賴科技的發展，而機動作戰（maneuver warfare）的理論也大大提升了縱深作戰得以快速、高效率的確保勝利。在紅軍內部，同時還有航空部隊與裝甲部隊的發展，為縱深作戰提供了理論發展的動力。圖哈切夫斯基元帥指出，空軍應該用超越步兵與炮兵與其它兵種的範圍，以打擊目標物。於最大量的戰術影響，空軍應該以最大量，集中於同一時間、空間中，給予敵人重點打擊。

## 縱深作戰之學說與演練

### 野戰規範
縱深作戰的概念，第一次正式出現於紅軍於1929年的野戰規範中，並且於1935年出版的「縱深戰鬥指導教範」（Instructions on Deep Battle）發展成熟。其概念最終於陸軍於1936年編入「暫定野戰規範」（Provisional Field Regulations）。

### 大清洗的影響
1937年至1939年間的蘇聯大清洗殺害了許多紅軍將材，包括了有紅軍拿破崙之稱的圖哈切夫斯基元帥。其結果就是縱深作戰的理論於西班牙內戰中與對抗芬蘭的冬季戰爭中被摒棄。直到當德國於1940年，在對法國黃色作戰(法國戰役)中快速的獲得勝利，蘇聯方面開始有著潛在戰爭的威脅，才再次重視縱深作戰。一個早期可能有效的縱深作戰範例，蘇聯戰勝日本的諾門罕戰役，蘇聯軍隊由学习了圖哈切夫斯基战法的朱可夫所領導，於1939年的八九月之際，擊退日軍。

### 第二次世界大戰中的縱深作戰
蘇聯第二次世界大戰期間作戰教範的發展，歸功於許多優良的理論基礎，這些都是1936年野戰規範與縱深作戰想法的貢獻。機械化部隊快速的成長，而且熟於運用管理，對於蘇聯軍事力量的發展，德國少將梅伦廷已有所紀錄。有兩項軍事行動可能可以貼切的闡述縱深作戰，一個是1945年一二月間，對抗德意志國防軍的維斯瓦河-奧得河攻勢；一個是1945年八月間，於滿洲地區進攻日本關東軍的八月風暴行動。這兩者都是紅軍快速而且壓倒性的勝利。

## 主要支持者
- 米哈伊爾·尼古拉耶維奇·圖哈切夫斯基
- 里維·加米涅夫
- 格奥尔吉·萨莫伊洛维奇·伊谢尔松
- 巴維·伐弗洛梅夫
- 弗拉迪米爾·特里安達伏羅夫

## 註解
1. ↑  Habeck, Mary, Storm of Steel: The Development of Armor Doctrine in Germany and the Soviet Union, 1919–1939, Cornell University Press, 2003, ISBN 0-8014-4074-2.
2. ↑  Jorgensen, Christer.  [戰車戰──戰車的戰術運用與經典戰役]. Argun. 2007. ISBN 9789578320802.

- 毛澤東十大軍事原則